# Allium drummondii
Allium drummondii là một loài thực vật có hoa trong họ Amaryllidaceae. Loài này được Regel mô tả khoa học đầu tiên năm 1875.

## Hình ảnh

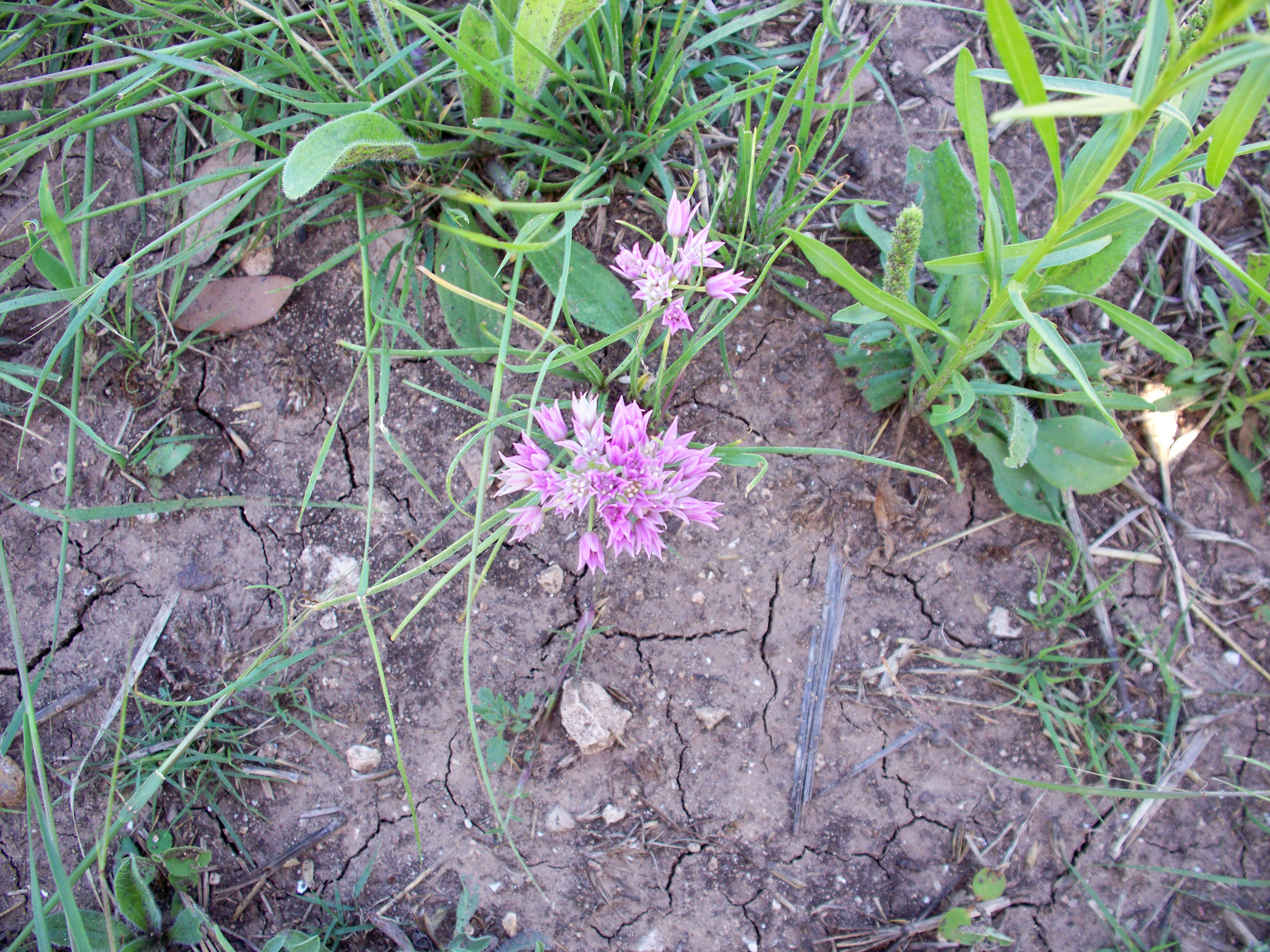